# Helmut Schreyer
Helmut Theodor Schreyer (Delitzsch, 4 de julho de 1912 – São Paulo, 12 de dezembro de 1984) foi um engenheiro alemão e um pioneiro dos computadores. Schreyer ajudou Konrad Zuse na montagem do Z3. No Brasil, foi professor do Instituto Militar de Engenharia e funcionário do Departamento de Correios e Telégrafos.
Schreyer obteve seu abitur (equivalente ao ensino secundário) na cidade de Mosbach em 1933. Em 1934 entrou para a Universidade Técnica de Berlim, onde estudou engenharia elétrica e telecomunicações.

## Obras
Científica
- Medidas Em Comunicaçoes
- Circuitos de Comutação (computadores Eletrônicos Digitais), 1966
- Envio Imediato Circuitos de Comutação. Oficina do I.M.E., Rio de Janeiro 1966
- Computadores Eletrônicos Digitais, 1967